# メーラレン湖

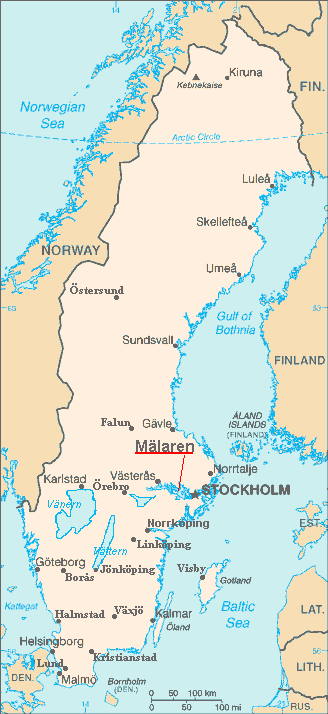
位置

メーラレン湖（メーラレンこ、Mälaren [ˈmɛːlarɛn] ( 音声ファイル)）は、スウェーデンで3番目に大きい湖（ヴェーネルン湖・ヴェッテルン湖に次ぐ）。面積1140km2、最深64mである。
湖はスヴェアランドにあり、ウップランド地方・セーデルマンランド地方・ネルケ地方・ヴェストマンランド地方の各地方にまたがっている。メーラレン湖の最も大きな島2つはセラ島（Selaön、91km2）とフェリングセ島（Svartsjölandet、79km2）である。
湖の最東部の湾はストックホルム中心部に位置し、リッダーフィヨルド（Riddarfjärden）と呼ばれ、バルト海へ注いでいる。
湖の南西部からセーデルテリエ運河（Södertälje kanal）、ハンマービー水門（Hammarbyslussen）、カール・ヨハン水門（Karl Johansslussen）、ノッルストローム（Norrström）を経てバルト海へ注いでいる。元はこの経路はバルト海へ注ぐ湾だった（ヴァイキング時代の主要水運交通路だった）。
ビェルケ島にヴァイキング時代の定住地ビルカが、隣接するアデルスユー島にホーヴゴーデンがあり、1993年ユネスコ世界遺産に登録された。また同じく世界遺産であるドロットニングホルム宮殿がローベン島にある。

## 語源
メーラレンの語源は1320年代の歴史的な記録に現れており、古ノルド語で礫（れき）を意味するmælirに起因している。以前は湖、あるいは液体を意味する古ノルド語のlögrから派生した「湖」を意味するLøgrinnとして知られていた。これは語源的に「入浴する」という意味の古い動詞lögaと同類であり、ほぼ間違いなく土曜日（lördag）と関連している。

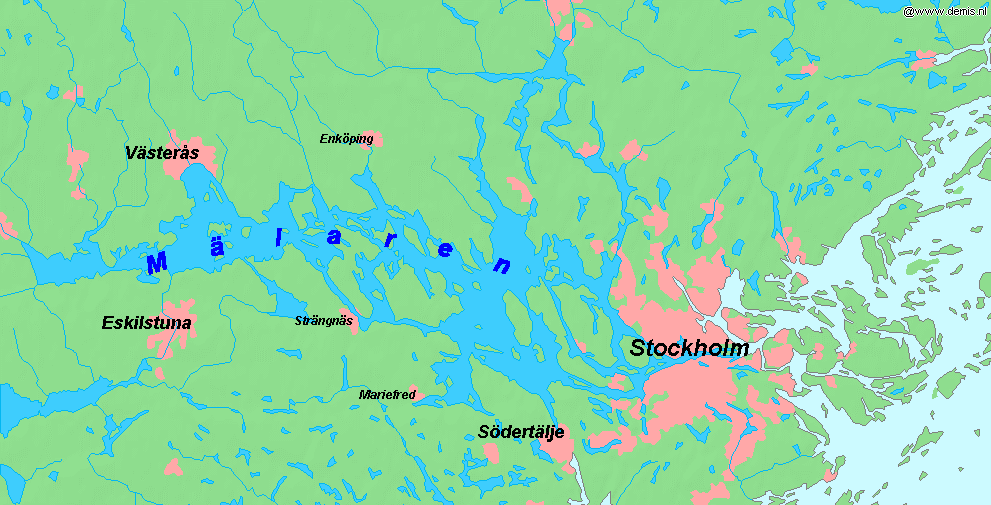
メーラレン湖の詳細図。ライトピンクは市街地（ストックホルムなど）。

## 地質学
最後の氷河期末期にあたる約11,000年前まで、北ヨーロッパと北アメリカの大部分は厚さが最高3kmの氷床に覆われていた。氷河期の終わりに氷河が後退し、沈降していた土地から氷河の重量が取り去られたことが後氷期地殻隆起（Post-glacial rebound）につながった。当初隆起は急速で年に7.5cmで進行したが、この状況は氷床の後退の進行によっておよそ2000年間続いた。退氷が完了した時点で隆起は年2.5cmまでに減速し、その後急速に減少した。こんにち隆起は年1cm以下であるが、研究により、隆起はもう10,000年ぐらいは継続するであろうことが示唆されている。

## 神話
北欧神話ではメーラレン湖は女神ゲフィオン（Gefjun）がスウェーデンの王ギュルヴィ（Gylfi）をだまして土地を引いた跡地であるとされている。これは別名ゲフィオンの国引きと言われているが、デンマークでは湖と島の形の相似から首都のあるシェラン島がメーラレン湖から引かれて来た土地と考え、この伝承を国作り神話と捉えている。

## 生態系
メーラレン湖の周辺には草地、落葉樹と針葉樹の森林および湿地などがある。岩礁で最も一般的に営巣する鳥は、バルト海でも最も一般的な種類である。2005年に行われた調査以降、よく見られる10種類の鳥はアジサシ、セグロカモメ、ユリカモメ、カモメ、マガモ、キンクロハジロ、カナダガン、ホオジロガモ、ニシセグロカモメ、イソシギである。
オジロワシ、ハイイロガン、カオジロガン、オオハム、ウミアイサ、オカヨシガモ、カリガネ、ヒシクイはあまり一般的ではなく、うち数種がメーラレン地域において絶滅の危機に瀕している。1994年以降カワウの亜種の巣がよく見られるようになっており、2005年の調査では2,178の巣を有する23の繁殖コロニーが確認され、もっとも大きなコロニーには235の巣があった。専門家の大部分はカワウの個体数はピークに達しており、巣の数は約2,000ぐらいに安定すると考えている。
もっとも特徴的な種はメーラレン湖で強い存在感を持つミサゴである。ミサゴの巣は湖の入り江のほとんどに見られる。また、湖にはヨーロッパウナギ、パイクパーチ、Vimba vimbaなどの魚類も見られる。
ヨシ原が多い北部のヒェルスタヴィケンおよび西部のヴェステロース付近のセダーフィヨルド自然保護区などの水域はラムサール条約登録地である。
カワホトトギスガイおよびミンクは外来種とみなされており問題となっている。

## メーラレン湖に因むもの
- メーラレン (小惑星) - 1985年6月にウプサラで開かれた小惑星についての会議が成功を収めた後、メーラレン湖の船上でその夜を楽しんだことから、発見者の要望によって命名された[8]。